# Карлушка
Карлушка (рос. Карлушка) — селище Маймінського району, Республіка Алтай Росії. Входить до складу Маймінського сільського поселення.
Населення — 448 осіб (2015 рік).